# Till försvar för kvinnans rättigheter
Till försvar för kvinnans rättigheter (A Vindication of the Rights of Woman) skrevs i England 1792 av Mary Wollstonecraft. Detta är en av grundtexterna för feminismen, som kom att influera feminister i bland annat England och USA som under 1800-talet arbetade för att utöka kvinnors medborgerliga rättigheter. 
Wollstonecraft som var starkt inspirerad av upplysningsidéerna och den franska revolutionens tankar om frihet och jämlikhet blev mycket upprörd över att kvinnor inte innefattades i detta. Hon ansåg att den bristande tillgången till utbildning för kvinnor var den främsta orsaken till ojämlikheterna mellan könen. 
Wollstonecrafts grundtes i Till försvar för kvinnans rättigheter är att kvinnor liksom män är förnuftstyrda varelser som har samma intellektuella förmåga som män och som därför förtjänar samma rättigheter som män. Genom en jämlik uppfostran skulle skillnaderna i förmåga inte existera, men det faktum att kvinnor uppfostrades till att inte tänka och till att vara helt beroende av män och att män i sin tur fostrades till att bli rationella varelser skapade olikheter mellan könen. 
Till försvar för kvinnans rättigheter var menad som ett svar på Rousseaus Émile eller om uppfostran från 1762, som var ett mycket inflytelserikt verk angående fostran och bildning. Wollstonecraft vänder sig mot Rousseaus särartstänkande, där han argumenterar för ett tydligt åtskiljande av pojkar och flickor när det gäller uppfostran och utbildning. Wollstonecraft står istället för en likhetstanke gällande könen. 